# Șerboeni, Argeș
Șerboeni este un sat în comuna Buzoești din județul Argeș, Muntenia, România.